# Бучинішу (комуна)
Бучинішу (рум. Bucinișu) — комуна у повіті Олт в Румунії. До складу комуни входять такі села (дані про населення за 2002 рік):
- Бучинішу-Мік (452 особи)
- Бучинішу (1892 особи)

Комуна розташована на відстані 156 км на захід від Бухареста, 54 км на південь від Слатіни, 54 км на південний схід від Крайови.

## Населення
За даними перепису населення 2002 року у комуні проживали 2344 особи, усі — румуни. Усі жителі комуни рідною мовою назвали румунську.
Склад населення комуни за віросповіданням:
| Релігія       | Кількість осіб | Відсоток |
| ------------- | -------------- | -------- |
| православні   | 2343           | > 99,9%  |
| римо-католики | 1              | < 0,1%   |